# Sollano-Llantada
Sollano-Llantada es un núcleo de población del municipio de Zalla (Vizcaya) en el País Vasco, España. Tiene 588 habitantes y está formado por un ambiente eminentemente rural. 

## Barrios de Sollano
Gallardi, Llantada, Mendieta, Aretxaga, Uribarri, Allendelagua, La Llosilla, La Peñuela, San Pantaleón, Arzabe, Los Paulinos, La Robla, Katxupín, El Campillo, Codujo y La Torre.

## Fiestas
Celebra sus fiestas por el 27 de julio, día de San Pantaleón, santo al que está dedicada la ermita.